# 시칠리아섬
시칠리아섬(이탈리아어: Isola di Sicilia)은 이탈리아 시칠리아주에 속하는 섬이다. 시칠리아주에서 98%의 면적을 차지하며, 나머지 2%는 주변의 다른 섬이다. 이탈리아에서 제일 큰 섬이자 유럽에서 7번째로 제일 큰 섬이다. 전세계에서 45번째로 넓다.
사르데냐섬보다 약간 넓으며, 키프로스섬, 코르시카섬, 크레타섬을 다 더한 것보다 약간 작다.